# 安佐南區
安佐南区（日语：／ Asaminami ku */?）是廣島市的8區之一，於1980年廣島市升格為政令指定都市的同時成立。範圍包括了過去安佐郡南部的祇園町、安古市町、佐東町、沼田町。
現在為廣島市裡人口最多的一區。

## 歷史

### 年表
- 1889年4月1日：實施町村制，安佐南區的範圍在當時分屬：
  - 高宮郡：三川村。
  - 沼田郡：川內村、祇園村、伴村、戶山村、長束村、西原村、東原村、綠井村、八木村、安村、山本村。
- 1898年10月1日：高宮郡和沼田郡合併為安佐郡。
- 1920年4月1日：西原村和東原村合併為原村。
- 1938年1月1日：祇園村改制為祇園町。
- 1943年10月1日：三川村改名並改制為古市町。
- 1943年11月3日：祇園町、長束村、原村、山本村合併為新設置的祇園町。
- 1955年3月31日：
- 1955年4月1日：伴村和戶山村合併為沼田町。
- 1955年7月1日：
  - 古市町和安村合併為新安古市町。
  - 川內村、綠井村、八木村合併為佐東町。
- 1971年4月1日：沼田町被併入廣島市。
- 1972年8月27日：祇園町被併入廣島市。
- 1973年3月20日：佐東町和安古市町被併入廣島市。
- 1980年4月1日：廣島市成為政令指定都市，舊祇園町、佐東町、沼田町、安古市町之轄區設置為安佐南區。

### 變遷表
| 1889年4月1日 | 1889年 - 1926年   | 1926年 - 1954年                  | 1926年 - 1954年                  | 1955年 - 1989年       | 1955年 - 1989年          | 1989年 - 現在 | 現在   | 現在     |
| ------------ | ----------------- | -------------------------------- | -------------------------------- | --------------------- | ------------------------ | ------------- | ------ | -------- |
| 祇園村       | 祇園村            | 1938年1月1日 改制為祇園町        | 1943年11月3日 祇園町             | 1943年11月3日 祇園町  | 1972年8月27日 併入廣島市 | 廣島市        | 廣島市 | 安佐南區 |
| 長束村       |                   |                                  | 1943年11月3日 祇園町             | 1943年11月3日 祇園町  | 1972年8月27日 併入廣島市 | 廣島市        | 廣島市 | 安佐南區 |
| 西原村       | 1920年4月1日 原村 | 1920年4月1日 原村                | 1943年11月3日 祇園町             | 1943年11月3日 祇園町  | 1972年8月27日 併入廣島市 | 廣島市        | 廣島市 | 安佐南區 |
| 東原村       | 1920年4月1日 原村 | 1920年4月1日 原村                | 1943年11月3日 祇園町             | 1943年11月3日 祇園町  | 1972年8月27日 併入廣島市 | 廣島市        | 廣島市 | 安佐南區 |
| 山本村       |                   |                                  | 1943年11月3日 祇園町             | 1943年11月3日 祇園町  | 1972年8月27日 併入廣島市 | 廣島市        | 廣島市 | 安佐南區 |
| 伴村         | 伴村              | 伴村                             | 伴村                             | 1955年4月1日 沼田町   | 1971年4月1日 併入廣島市  | 廣島市        | 廣島市 | 安佐南區 |
| 戶山村       |                   |                                  |                                  | 1955年4月1日 沼田町   | 1971年4月1日 併入廣島市  | 廣島市        | 廣島市 | 安佐南區 |
| 綠井村       | 綠井村            | 綠井村                           | 綠井村                           | 1955年7月1日 佐東町   | 1973年3月20日 併入廣島市 | 廣島市        | 廣島市 | 安佐南區 |
| 川內村       |                   |                                  |                                  | 1955年7月1日 佐東町   | 1973年3月20日 併入廣島市 | 廣島市        | 廣島市 | 安佐南區 |
| 川內村       |                   |                                  |                                  | 1955年7月1日 佐東町   | 1973年3月20日 併入廣島市 | 廣島市        | 廣島市 | 安佐南區 |
| 安村         | 安村              | 安村                             | 安村                             | 1955年7月1日 安古市町 | 1973年3月20日 併入廣島市 | 廣島市        | 廣島市 | 安佐南區 |
| 三川村       | 三川村            | 1943年10月1日 改制並改名為古市町 | 1943年10月1日 改制並改名為古市町 | 1955年7月1日 安古市町 | 1973年3月20日 併入廣島市 | 廣島市        | 廣島市 | 安佐南區 |

## 交通

### 鐵路
- 西日本旅客鐵道
  - 可部線：（西區） - 安藝長束車站 - 下祇園車站 - 古市橋車站 - 大町車站 - 綠井車站 - 七軒茶屋車站 - 梅林車站 - 上八木車站 - （安佐北區）
- 廣島高速交通
  - 廣島新交通1號線：（東區） - 祇園新橋北車站 - 西原車站 - 中筋車站 - 古市車站 - 大町車站 - 毘沙門台車站 - 安東車站 - 上安車站 - 高取車站 - 長樂寺車站 - 伴車站 - 大原車站 - 伴中央車站 - 大塚車站 - 廣域公園前車站

### 道路
高速道路
- 山陽自動車道：（東區） - 廣島交流道 - 沼田休息區] - 廣島系統交流道 - （佐伯區）
- 廣島自動車道：廣島系統交流道 - 廣島西風新都交流道 - （安佐北區）